# Монтелимар
Монтелимар (фр. Montélimar) град је у Француској, у департману Дром.
По подацима из 1999. године број становника у месту је био 31.344.

## Географија

### Клима
| Клима (Монтелимар)         | Клима (Монтелимар) | Клима (Монтелимар) | Клима (Монтелимар) | Клима (Монтелимар) | Клима (Монтелимар) | Клима (Монтелимар) | Клима (Монтелимар) | Клима (Монтелимар) | Клима (Монтелимар) | Клима (Монтелимар) | Клима (Монтелимар) | Клима (Монтелимар) | Клима (Монтелимар) |
| Показатељ \ Месец          | .Јан.              | .Феб.              | .Мар.              | .Апр.              | .Мај.              | .Јун.              | .Јул.              | .Авг.              | .Сеп.              | .Окт.              | .Нов.              | .Дец.              | .Год.              |
| -------------------------- | ------------------ | ------------------ | ------------------ | ------------------ | ------------------ | ------------------ | ------------------ | ------------------ | ------------------ | ------------------ | ------------------ | ------------------ | ------------------ |
| Средњи максимум, °C (°F)   | 8,2 (46,8)         | 10,2 (50,4)        | 14,5 (58,1)        | 17,5 (63,5)        | 22,1 (71,8)        | 26,2 (79,2)        | 29,6 (85,3)        | 29,1 (84,4)        | 24,2 (75,6)        | 18,7 (65,7)        | 12,4 (54,3)        | 8,6 (47,5)         | 18,5 (65,3)        |
| Средњи минимум, °C (°F)    | 1,9 (35,4)         | 2,5 (36,5)         | 4,9 (40,8)         | 7,3 (45,1)         | 11,1 (52)          | 14,7 (58,5)        | 17,3 (63,1)        | 17 (63)            | 13,7 (56,7)        | 10,4 (50,7)        | 5,8 (42,4)         | 3 (37)             | 9,2 (48,6)         |
| Количина падавина, mm (in) | 64 (25,2)          | 45,2 (17,8)        | 47,1 (18,54)       | 81,3 (32,01)       | 83,1 (32,72)       | 55,2 (21,73)       | 48,7 (19,17)       | 57,7 (22,72)       | 116,2 (45,75)      | 135,8 (53,46)      | 100,5 (39,57)      | 70,5 (27,76)       | 905,3 (356,42)     |
| [ тражи се извор ]         |                    |                    |                    |                    |                    |                    |                    |                    |                    |                    |                    |                    |                    |

## Демографија
| 1962.  | 1968.  | 1975.  | 1982.  | 1990.  | 1999.  | 2011.  |
| ------ | ------ | ------ | ------ | ------ | ------ | ------ |
| 19.999 | 26.748 | 28.058 | 29.161 | 29.982 | 31.344 | 35.372 |

## Партнерски градови
- Расин (Висконсин)
- Rivoli
- Равензбург
- Aberdare
- Nabeul
- Malalbergo